# Шри-Ланка (остров)
Шри-Ла́нка (санскр. श्री लङ्का — «славная, благословенная земля») — остров в Индийском океане. Крупнейший остров государства Шри-Ланка.
Длина острова с севера на юг — 432 км, а ширина с запада на восток — 224 км. Площадь — 65 610 км². Наивысшая точка — гора Пидуруталагала, 2524 м.
На северо-западе Шри-Ланка отделена от полуострова Индостан Полкским проливом, заливом Полк и Манарским заливом. Ранее, до XV века, остров соединялся с материком перешейком, однако после сильного землетрясения около 1481 года перешеек «распался» на цепь островов — Адамов Мост. На севере и востоке остров омывается Бенгальским заливом.

## Этимология
Со времён португальского вторжения и до 1972 года в европейских языках остров назывался Цейло́н (от санскр. सिंहल द्वीप Синхала двипа, «остров сингалов»). Название Шри-ланка (श्री लङ्का) в переводе с санскр. — «славная, благословенная земля».

## География

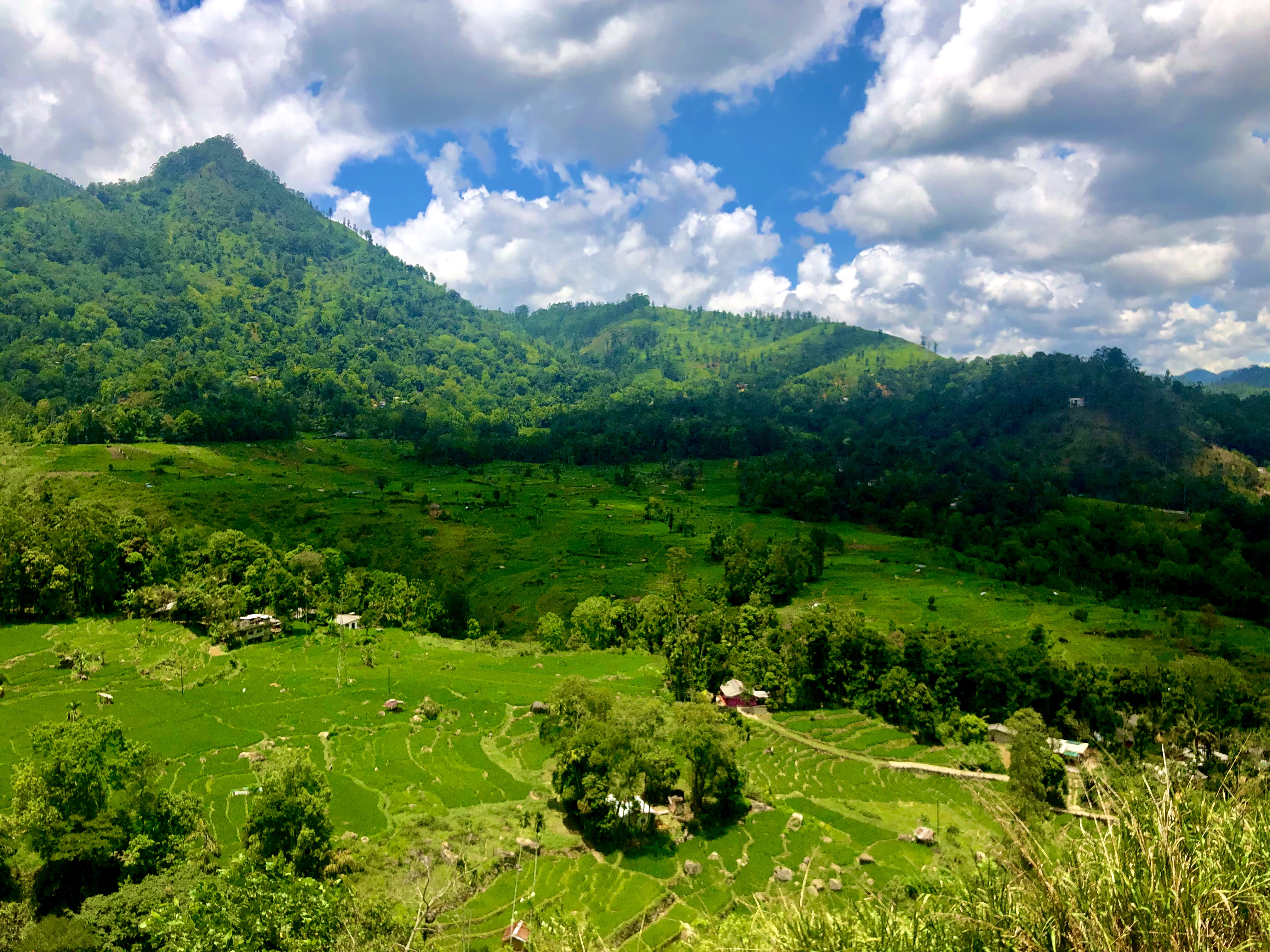
Вид на природу острова

Остров Шри-Ланка расположен в Южной Азии, немного восточнее южной оконечности Индостана. Он омывается водами Лаккадивского моря, Индийского океана и Бенгальского залива. Длина острова с севера на юг — 432 км, а ширина с запада на восток — 224 км. Это 25-й по площади остров в мире и 3-й по этому показателю в Индийском океане.
Отделён от Индостана Маннарским заливом и Полкским проливом шириной 50 км. Так называемый Адамов Мост — отмель в Полкском проливе — когда-то полностью соединял Шри-Ланку с материком, но, по данным летописей, был разрушен землетрясением около 1481 года. 
Крайние южная и западная оконечности — мыс Дондра и мыс Датч-Бей.

### Реки

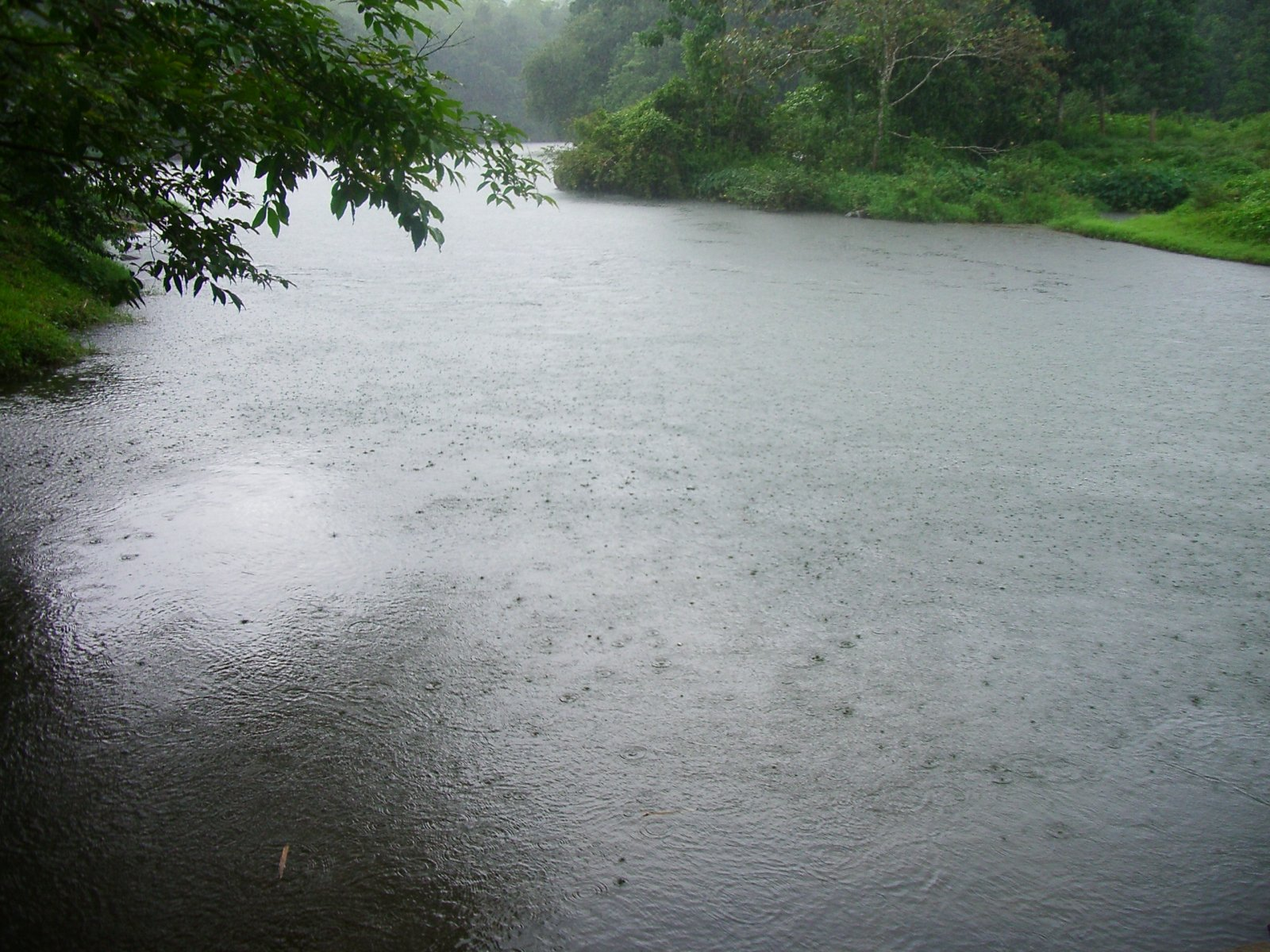
Дождь на Шри-Ланке

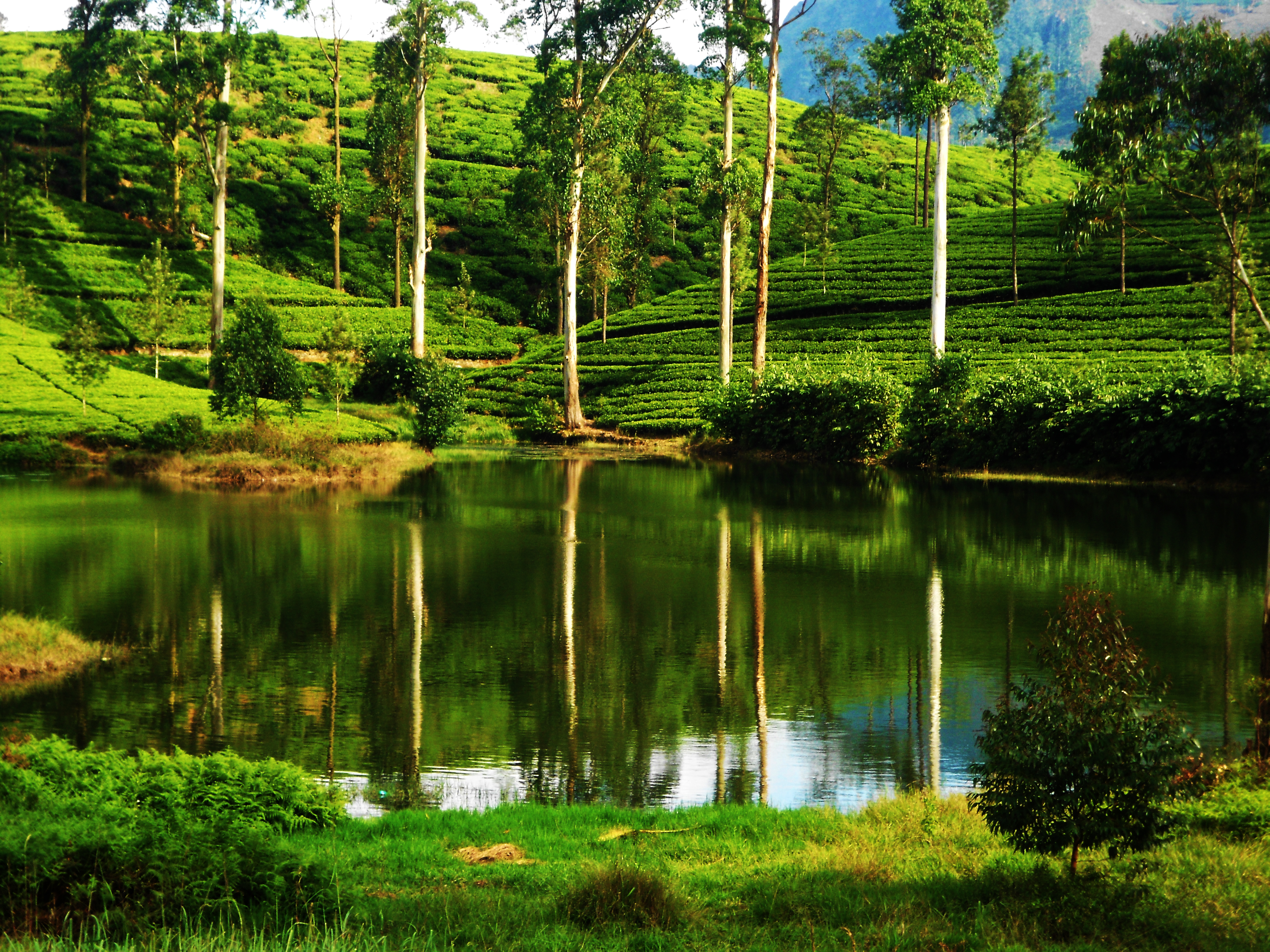
Озеро на острове

Крупнейшая река острова — Махавели-Ганга, текущая из центральной части острова на северо-восток, в Бенгальский залив. Другие крупные реки: Келани, Калу, Аруви-Ару.

### Заливы
Большинство заливов острова расположены на северо-восточном и северном побережье, крупнейший из которых, лагуна Джафна, закрыта от Бенгальского залива одноимённым, также крупнейшим на острове, полуостровом.
Заливы от города Путталам до города Поттувил: лагуна Путталам, залив Дути, Португал, бухта Полк, лагуна Джафна, Коккилай, бухта Коддиаяр, лагуна Перия-Калапува, Карай-Калапу, Тандиади-Калапу, Комари-Калапу.

### Полуострова и острова
Крупнейшим полуостровом Шри-Ланки является Джафна, расположенный на севере.
У побережья Шри-Ланки находится множество малых островов, в основном в Полкском проливе и Манарском заливе: Аналайтиву, Карайтиву, Веланай, Элувайтиву, Мандайтиву, Палетиву, Эрумайтиву, Каккативу, Манар, Пулянтиву, Каллиадитиву.

## Население

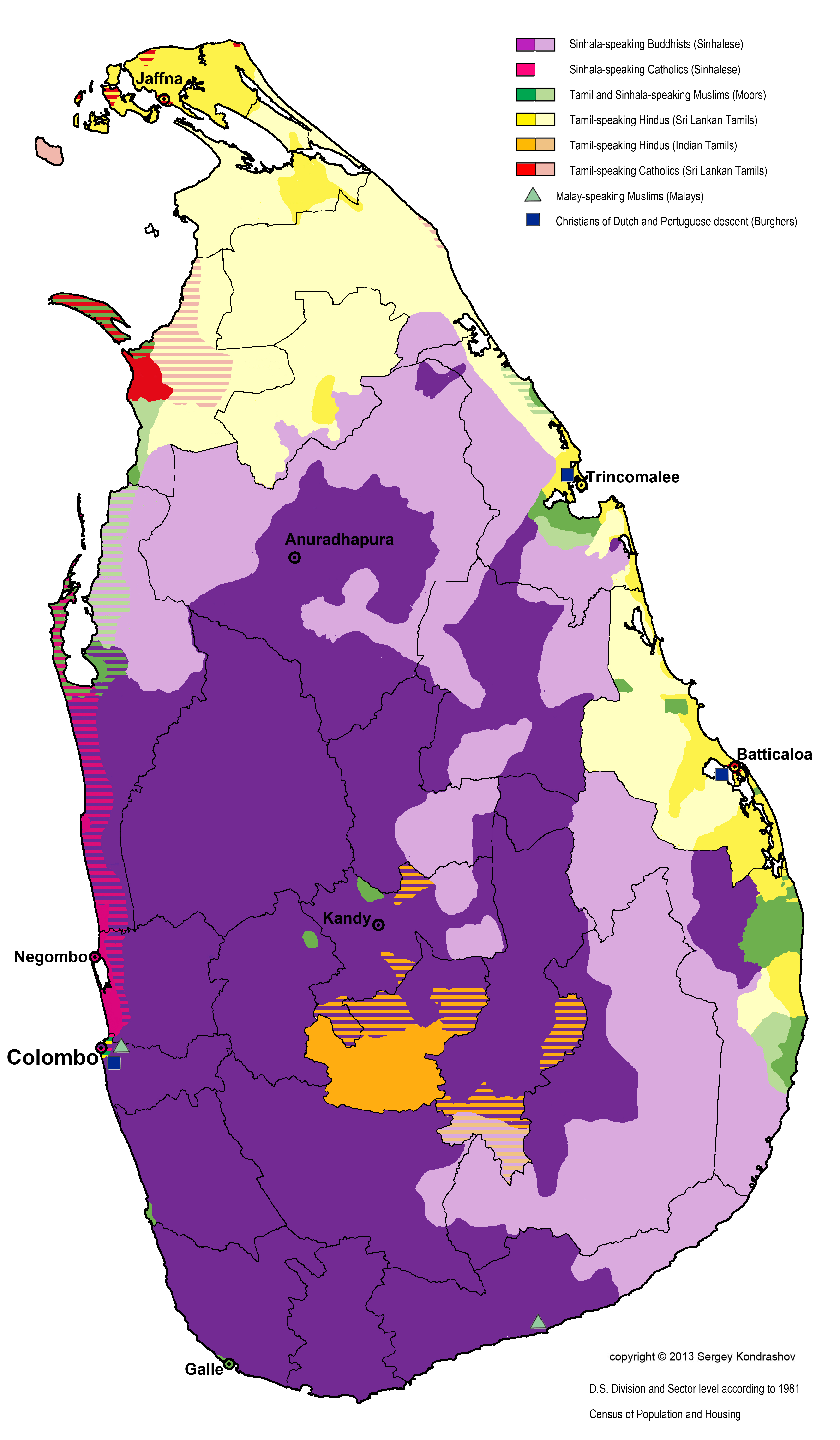
Географическое распределение языковых и религиозных групп населения Шри-Ланки согласно данным переписи населения 1981 года

Численность населения — 20 277 597 чел. (2012).
Сингалы составляют 74,88 %, тамилы — 11,2 % населения, главным образом в северных и восточных районах. Проживают также ланкийские мавры (ларакалла — потомки арабов) — 9,2 %, бюргеры (потомки от смешанных браков с европейцами) — около 0,3 %, ведды (потомки древнейшего населения острова) — около 2,5 тыс. чел.
70,19 % населения (в основном сингалы) исповедуют буддизм (в основном Тхеравада), 12,61 % — индуизм (тамилы), 9,71 % — ислам, 7,45 % — христианство.
82 % христиан — католики, остальные — англикане и другие протестанты.